# 秋田県立本荘養護学校
秋田県立本荘養護学校（あきたけんりつ ほんじょうようごがっこう）は、かつて秋田県本荘市（現：由利本荘市）石脇にあった公立養護学校。国立療養所秋田病院に併設されていたこともあり、病弱者を教育対象としていた。
2004年に閉校。これに伴い、2012年時点で、身体虚弱を含む病弱教育を扱う独立した特別支援学校は、秋田県には存在しなくなった。

## 概要
1962年に、秋田県立養護学校本荘分校として、国立療養所秋田病院の敷地に併設される形で設置されたのが起源。
なお、1999年には、旧本荘市に、秋田県立ゆり支援学校（当時は、同ゆり養護学校）が設置されているが、こちらは知的障害を教育対象としており、現在の秋田県立ゆり支援学校道川分教室の引受先の学校になったという点を除いては、本校との連続性がない。

## 沿革
- 1962年 - 秋田県立養護学校本荘分校として、国立療養所秋田病院の敷地内に開校。
- 1974年 - 秋田県立秋田養護学校（同年に、秋田県立養護学校より改称）より本荘分校が独立し、秋田県立本荘養護学校として設立される。小学部と中学部のみの設置。
- 1997年 - 高等部訪問教育の試行的実施に伴い、秋田県立秋田養護学校高等部訪問教育本荘教室を本校内に開設。
- 1999年 - 高等部訪問教育の本格実施に伴い、本校に高等部訪問教育部を設置。
- 2003年12月1日 - 閉校に先立ち、国立療養所道川病院（現：国立病院機構あきた病院）の建物内に、本校の道川分教室を設置。
- 2004年 - 国立療養所秋田病院の閉院に合わせる形で、廃校。道川分教室は秋田県立秋田養護学校の分教室[1]に変更され、移管される。

## 学部
- 小学部
- 中学部
- 高等部